# Palazzo Della Genga

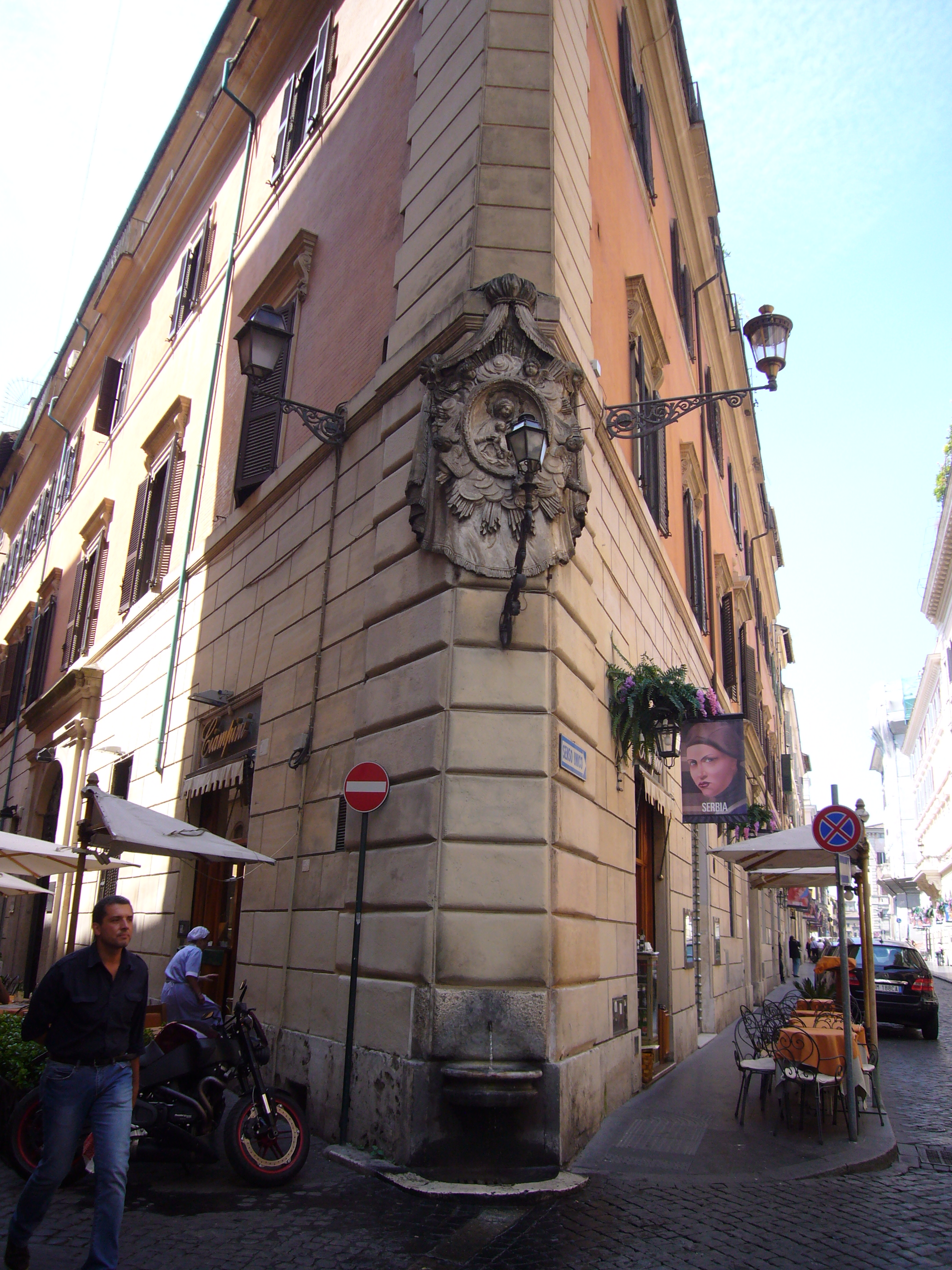
Vista do palácio bem na esquina.

Palazzo Sermattei Della Genga ou apenas Palazzo Della Genga é um palácio localizado na esquina da Via di Fontanella Borghese com a Via del Leoncino.

## História
Este palácio simples do século XVI foi modificado em 1612 quando o papa Paulo V Borghese endireitou uma seção da Via Condotti entre o palácio de sua família e a Via del Corso, o trecho hoje conhecido como Via di Fontanella Borghese. A família Della Genga ficou famosa em 1823 quando o cardeal Annibale Sermattei Della Genga, um forte defensor de políticas religiosas reacionárias, foi eleito papa Leão XII.